# 7494 Xiwanggongcheng
7494 Xiwanggongcheng eller 1995 UV48 är en asteroid i huvudbältet som upptäcktes den 28 oktober 1995 av Beijing Schmidt CCD Asteroid Program vid Xinglong-observatoriet. Den är uppkallad efter Xiwang Gongcheng.
Den tillhör asteroidgruppen Eos.